# Monte Uda
Il monte Uda (in sardo monte Auda) è un piccolo monte situato a nord del comune di Barrali, nella città metropolitana di Cagliari, ha un'altezza di 370 metri con un'immensa pineta di oltre 300 ettari. Sulla cima della montagna sono presenti resti di un villaggio nuragico che testimoniano la presenza dell'uomo in quel territorio già durante l'età nuragica.

## Flora e fauna
La flora prevalente nel monte Uda è composta da macchia mediterranea: mirto, lentischi, cisto, olivastri, perastri, lavanda, elicriso, asfodelo, ferula.
La fauna è composta da conigli, lepri, porcospini, cinghiali, volpi, pernici, poiane, quaglie, tordi, merli, beccacce, tortore, cornacchie, corvi, storni, passeri, cardellini, allodole.